# Henry M. Morris
Henry Madison Morris, född 6 oktober 1918 i Dallas, Texas död 25 februari 2006 i San Diego, Kalifornien var en amerikansk kreationist, kristen apologet och vatteningenjör. 
Eftersom han är grundare till Creation Research Society och Institute for Creation Research anses han som "fadern till modern kreationism".
Tillsammans med John C. Whitcomb skrev han boken The Genesis Flood (1961), som var starten för den moderna kreationismen.
Hans son John D. Morris är också aktiv kreationist.